# Integrador simplético
Em matemática, um integrador simplético (ou simpléctico) é um métodos numéricos para equações diferenciais ordinárias para sistemas hamiltonianos.

## Introdução
Um sistema hamiltoniano é localmente descrito por um aberto {\textstyle {\mathcal {P}}\subset \mathbb {R} ^{N}\times \mathbb {R} ^{N}} e uma função {\textstyle {\mathcal {H}}:{\mathcal {P}}\rightarrow \mathbb {R} }, onde {\textstyle N} é o número de graus de liberdade do sistema, o espaço de fase é localmente homeomorfo ao conjunto {\textstyle {\mathcal {P}}}  e a função {\textstyle {\mathcal {H}}} é chamada de hamiltoniano do sistema. A evolução do sistema satisfaz às equações de Hamilton{\displaystyle {\dot {q}}^{n}={\frac {\partial }{\partial p_{n}}}{\mathcal {H}},\quad {\dot {p}}_{n}=-{\frac {\partial }{\partial q^{n}}}{\mathcal {H}}.}Neste artigo a solução para essas equações será denotada por {\textstyle (q(t),p(t))}.

## Definição
De acordo com o teorema de Liouville, dada uma região {\textstyle \Omega } do espaço de fase, se cada ponto dessa região evolui de acordo com as equações de Hamilton então o volume dessa região é constante, essa é uma propriedade importante dos sistemas hamiltonianos e portanto temos interesse em encontrar métodos numéricos de integração que preservem essa propriedade, um integrador simplético respeita essa propriedade. Em outras palavras, a evolução do sistema é um simplectomorfismo e um integrador simplético é, por definição, um método cuja discretização é também um simplectomorfismo.
Dado que o integrador simplético respeita as propriedades geométricas do espaço de fase e das equações de Hamilton ele é indicado para o problema de muitos corpos e para integração de tempo longo em sistemas hamiltonianos, obtendo resultados consideravelmente satisfatórios se comparado com outros métodos como RK4.

## Exemplos

### Métodos de primeira ordem
Os integradores simpléticos de primeira ordem são {\textstyle {\mathcal {O}}(\delta t)}, onde {\textstyle \delta t} é o tamanho do passo para discretização do tempo. Os métodos de primeira ordem são variantes do método de Euler ajustados de acordo com a geometria simplética do espaço de fase.
Euler simplético I:
- {\textstyle {\mathcal {H}}:{\mathcal {P}}\rightarrow \mathbb {R} }
- {\textstyle p(t+\delta t)} previamente estimado utilizando outro método (na primeira iteração).

| {\displaystyle {\begin{cases}p_{n}(t+\delta t)&\approx p_{n}(t)-\delta t\left.{\frac {\partial }{\partial q^{n}}}{\mathcal {H}}\right\vert _{(q(t),p(t+\delta t))}\\q^{n}(t+\delta t)&\approx q^{n}(t)+\delta t\left.{\frac {\partial }{\partial p_{n}}}{\mathcal {H}}\right\vert _{(q(t),p(t+\delta t))}\end{cases}}} | \| \| \| \| \| \| \| \| | (1) |
| |                         |     |
| |                         |     |
Euler simplético II:
- {\textstyle {\mathcal {H}}:{\mathcal {P}}\rightarrow \mathbb {R} }
- {\textstyle q(t+\delta t)} previamente estimado utilizando outro método (na primeira iteração).

| {\displaystyle {\begin{cases}q^{n}(t+\delta t)&\approx q^{n}(t)+\delta t\left.{\frac {\partial }{\partial p_{n}}}{\mathcal {H}}\right\vert _{(q(t+\delta t),p(t))}\\p_{n}(t+\delta t)&\approx p_{n}(t)-\delta t\left.{\frac {\partial }{\partial q^{n}}}{\mathcal {H}}\right\vert _{(q(t+\delta t),p(t))}\end{cases}}} | \| \| \| \| \| \| \| \| | (2) |
| |                         |     |
| |                         |     |
Esses métodos são, em geral, implícitos, entretanto em alguns casos particulares eles dão lugar a métodos explícitos, por exemplo:
Euler semi-implícito:
- {\textstyle {\mathcal {H}}(q,p)=T(p)+V(q)}

| {\displaystyle {\begin{cases}p_{n}(t+\delta t)&\approx p_{n}(t)-\delta t\left.{\frac {\partial }{\partial q^{n}}}V\right\vert _{q(t)}\\q^{n}(t+\delta t)&\approx q^{n}(t)+\delta t\left.{\frac {\partial }{\partial p_{n}}}T\right\vert _{p(t+\delta t)}\end{cases}}} | \| \| \| \| \| \| \| \| | (3) |
| |                         |     |
| |                         |     |
Teorema I: Os métodos (1), (2) e (3) são simpléticos de ordem 1.
Demonstração: Cf. referências  e . Note que o método (3) é um caso particular do método (1).

### Métodos de segunda ordem
Os integradores simpléticos de segunda ordem são {\textstyle {\mathcal {O}}(\delta t^{2})}. Em geral, métodos de segunda ordem são variantes do método de Verlet, bem como o próprio método de Verlet.
Störmer-Verlet I:
- {\textstyle {\mathcal {H}}:{\mathcal {P}}\rightarrow \mathbb {R} }
- {\textstyle p(t+\delta t/2)} e {\textstyle q(t+\delta t)} previamente estimados utilizando outro método (na primeira iteração).

| {\displaystyle {\begin{cases}p_{n}(t+\delta t/2)&\approx p_{n}(t)-{\frac {\delta t}{2}}\left.{\frac {\partial }{\partial q^{n}}}{\mathcal {H}}\right\vert _{(q(t),p(t+\delta t/2))}\\q^{n}(t+\delta t)&\approx q^{n}(t)+{\frac {\delta t}{2}}\left(\left.{\frac {\partial }{\partial p_{n}}}{\mathcal {H}}\right\vert _{(q(t),p(t+\delta t/2))}+\left.{\frac {\partial }{\partial p_{n}}}{\mathcal {H}}\right\vert _{(q(t+\delta t),p(t+\delta t/2))}\right)\\p_{n}(t+\delta t)&\approx p_{n}(t+\delta t/2)-{\frac {\delta t}{2}}\left.{\frac {\partial }{\partial q^{n}}}{\mathcal {H}}\right\vert _{(q(t+\delta t),p(t+\delta t/2))}\end{cases}}} | \| \| \| \| \| \| \| \| | (4) |
| |                         |     |
| |                         |     |
Störmer-Verlet II:
- {\textstyle {\mathcal {H}}:{\mathcal {P}}\rightarrow \mathbb {R} }
- {\textstyle q(t+\delta t/2)} e {\textstyle p(t+\delta t)} previamente estimados utilizando outro método (na primeira iteração).

| {\displaystyle {\begin{cases}q^{n}(t+\delta t/2)&\approx q^{n}(t)+{\frac {\delta t}{2}}\left.{\frac {\partial }{\partial p_{n}}}{\mathcal {H}}\right\vert _{(q(t+\delta t/2),p(t))}\\p_{n}(t+\delta t)&\approx p_{n}(t)-{\frac {\delta t}{2}}\left(\left.{\frac {\partial }{\partial q^{n}}}{\mathcal {H}}\right\vert _{(q(t+\delta t/2),p(t))}+\left.{\frac {\partial }{\partial q^{n}}}{\mathcal {H}}\right\vert _{(q(t+\delta t/2),p(t+\delta t))}\right)\\q^{n}(t+\delta t)&\approx q^{n}(t+\delta t/2)+{\frac {\delta t}{2}}\left.{\frac {\partial }{\partial p_{n}}}{\mathcal {H}}\right\vert _{(q(t+\delta t/2),p(t+\delta t))}\end{cases}}} | \| \| \| \| \| \| \| \| | (5) |
| |                         |     |
| |                         |     |
Como acontece para os métodos de Euler, o caso do hamiltoniano separável permite desenvolver métodos explícitos derivados desses, que são implícitos.
Verlet:
- {\textstyle {\mathcal {H}}(q,p)=T(p)+V(q)}

| {\displaystyle {\begin{cases}q^{n}(t+\delta t/2)&\approx q^{n}(t)+{\frac {\delta t}{2}}\left.{\frac {\partial }{\partial p_{n}}}T\right\vert _{p(t)}\\p_{n}(t+\delta t)&\approx p_{n}(t)-\delta t\left.{\frac {\partial }{\partial q^{n}}}V\right\vert _{q(t+\delta t/2)}\\q^{n}(t+\delta t)&\approx q^{n}(t+\delta t/2)+{\frac {\delta t}{2}}\left.{\frac {\partial }{\partial p_{n}}}T\right\vert _{p(t+\delta t)}\end{cases}}} | \| \| \| \| \| \| \| \| | (6) |
| |                         |     |
| |                         |     |
Teorema II: Os métodos (4), (5) e (6) são simpléticos de ordem 2.
Demonstração: Cf. referência  e . Note que o método (6) é um caso particular do método (5).

### Métodos de terceira ordem
Os integradores simpléticos de terceira ordem são {\textstyle {\mathcal {O}}(\delta t^{3})}. 
Ronald D. Ruth:
- {\textstyle {\mathcal {H}}(q,p)=T(p)+V(q)}
- {\textstyle c_{1}+c_{2}+c_{3}=1}, {\textstyle d_{1}+d_{2}+d_{3}=1}, {\textstyle c_{2}d_{1}+c_{3}(d_{1}+d_{2})=1/2}, {\textstyle c_{2}+d_{1}^{2}+c_{3}(d_{1}+d_{2})^{2}=1/3} e {\textstyle d_{3}+d_{2}(c_{1}+c_{2})^{2}+d_{1}c_{1}^{2}=1/3}.

| {\displaystyle {\begin{cases}p_{n}(t+c_{1}\delta t)&\approx p_{n}(t)-c_{1}\delta t\left.{\frac {\partial }{\partial q^{n}}}V\right\vert _{q(t)}\\q^{n}(t+d_{1}\delta t)&\approx q^{n}(t)+d_{1}{\frac {\delta t}{2}}\left.{\frac {\partial }{\partial p_{n}}}T\right\vert _{p(t+c_{1}\delta t)}\\p_{n}(t+(c_{1}+c_{2})\delta t)&\approx p_{n}(t+c_{1}\delta t)-c_{2}\delta t\left.{\frac {\partial }{\partial q^{n}}}V\right\vert _{q(t+d_{1}\delta t)}\\q^{n}(t+(d_{1}+d_{2})\delta t)&\approx q^{n}(t+d_{1}\delta t)+d_{2}\delta t\left.{\frac {\partial }{\partial p_{n}}}T\right\vert _{p(t+(c_{1}+c_{2})\delta t)}\\p_{n}(t+\delta t)&\approx p_{n}(t+(c_{1}+c_{2})\delta t)-c_{3}\delta t\left.{\frac {\partial }{\partial q^{n}}}V\right\vert _{q(t+(d_{1}+d_{2})\delta t)}\\q^{n}(t+\delta t)&\approx q^{n}(t+)+d_{3}\delta t\left.{\frac {\partial }{\partial p_{n}}}T\right\vert _{p(t+\delta t)}\\\end{cases}}} | \| \| \| \| \| \| \| \| | (7) |
| |                         |     |
| |                         |     |
Por exemplo: {\textstyle c_{1}=7/24}, {\textstyle c_{2}=3/4}, {\textstyle c_{3}=-1/24}, {\textstyle d_{1}=2/3}, {\textstyle d_{2}=-2/3} e {\textstyle d_{3}=1}.

Teorema III: O método (7) é simplético de ordem 3.
Demonstração: Cf. referência .